# Pedaria morettoi
Pedaria morettoi là một loài bọ cánh cứng trong họ Bọ hung (Scarabaeidae).